# Dolichoderus brevithorax
Dolichoderus brevithorax is een mierensoort uit de onderfamilie van de Dolichoderinae. De wetenschappelijke naam van de soort is voor het eerst geldig gepubliceerd in 1928 door Menozzi.